# Cerithium atromarginatum
Cerithium atromarginatum là một loài ốc biển, là động vật thân mềm chân bụng sống ở biển thuộc họ Cerithiidae.

## Phân bố
The distribution của Cerithium atromarginatum bao gồms Thái Bình Dương Ocean.